# مطار باريس لو بورجيه
مطار باريس لو بورجيه هو مطار مدني دولي يقع علي بعد 11 كم شمالي شرق وسط مدينة باريس , فرنسا وعلي بعد 5 كم من مطار باريس شارل ديغول وهو بوابة رئيسية لرحلات طيران رجال الأعمال والعروض الجوية والرحلات الجوية ومعرض باريس الجوي وسمي المطار باسم لو بورجيه نسبة إلى ضاحية لو بورجيه في باريس , فرنسا

## وصلات خارجية
- Aéroports de Paris (official site) (بالإنجليزية)
- Aéroport de Paris-Le Bourget (Union des Aéroports Français) (بالفرنسية)
- Musée de l'Air et de l'Espace (Musée de l'Air et de l'Espace) (بالفرنسية)